# Tmesisternus venatus
Tmesisternus venatus es una especie de escarabajo del género Tmesisternus, familia Cerambycidae. Fue descrita científicamente por Thomson en 1864.
Habita en Indonesia. Esta especie mide 14-20,25 mm.